# Trichiida
Trichiida (synoniem met Trichiales) is een orde van slijmzwammen. De orde is wetenschappelijk beschreven door de Amerikaan Thomas Huston Macbride en werd voor het eerst geldig gepubliceerd in 1922.

## Kenmerken
Soorten van Trichiida hebben lichte, vaak gele of rode, zelden grijze of lichtbruine sporenmassa's. Het capillitium, dat altijd aanwezig en vaak goed ontwikkeld, heeft meestal duidelijke markeringen op het oppervlak. Een columella is altijd afwezig. 
Een voorbeeld van een soort in deze orde is het netvormig langdraadwatje (Hemitrichia serpula).
Het bevat de volgende vier families:
- Arcyriidae
- Dianemataceae
- Minakatellidae
- Trichiidae